# میخاو میر
میخاو مِـیِر (لهستانی: Michał Meyer؛ زادهٔ ۲ سپتامبر ۱۹۸۵) بازیگر اهل لهستان است.
از فیلم‌ها یا مجموعه‌های تلویزیونی که وی در آن‌ها نقش داشته‌است، می‌توان به دوران افتخار، ع چون عشق، هتل ۵۲، پدر متیو، یک‌راست به دل، در خوشی و سختی، مأموریت افغانستان، قانون حقیقی، کمیسر آلکس، ورشو ۴۴، مجرد، ماری کوری: جسارت دانش، دوستان، فرصت دوباره، تاج پادشاهان، همه دوستان من مرده‌اند، پزشکان و والسا: مرد امید اشاره نمود.